# Johan Fabricius

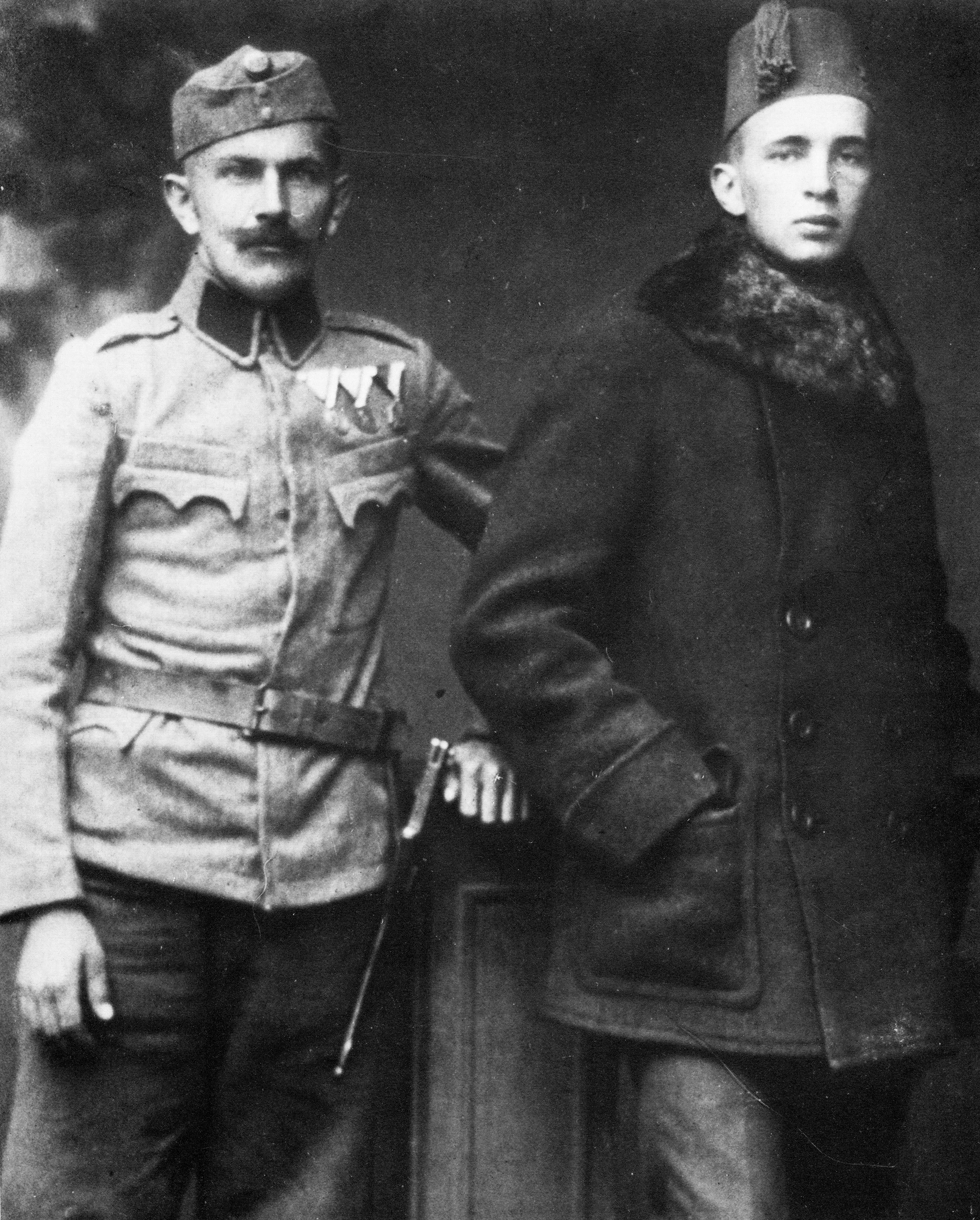
Fabricius (rechts)(1915)

Johan Fabricius (* 24. August 1899 in Bandung auf Java in Niederländisch-Indien; † 21. Juni 1981 in Glimmen, Niederlande) war ein niederländischer Schriftsteller, Illustrator, Journalist und Abenteurer.

## Leben
Johan Fabricius wurde am 24. August 1899 als Sohn des Dramatikers und Journalisten Jan Fabricius (1871–1964) in Niederländisch-Ostindien geboren, lebte aber ab 1914 in den Niederlanden. Dort machte er eine Ausbildung zum Maler an der Königlichen Kunstakademie in Den Haag. 1918 ging er als Kriegsberichterstatter bzw. Kriegsmaler des Ersten Weltkrieges für einige Monate an die österreichisch-italienische Front in Pavia. Seine dort gesammelten Erfahrungen schrieb er 1975 in De oorlog van de kleine paardjes (engl. The war of the little horses) nieder. Mit Eiko, der Junge vom Reiherhof (Originaltitel (niederl.): Eiko van den Reigerhof) veröffentlichte er 1922 seinen ersten Roman. Der Jugendroman und gleichzeitig Fabricius berühmtestes und mehrfach neu aufgelegtes Werk Kapitän Bontekoes Schiffsjungen (Originaltitel (niederl.): De scheepsjongens van Bontekoe) erschien kurz darauf im Jahr 1924.
1925 heiratete er Ruth Freudenberg, mit der er drei Kinder hatte.
Insgesamt schrieb er über 100 Romane, darunter viele Jugendbücher. 1934 wurde mit dem 1927 veröffentlichten Das Mädchen mit dem blauen Hut (Originaltitel (niederl.): Het meisje met de blauwe hoed)  erstmals eines seiner Werke verfilmt. Für das 1931 erschienene Buch Komedianten trokken voorbij erhielt er den C.W. van der Hoogtprijs.
Zu Beginn des Zweiten Weltkrieges gelang es Fabricius im Jahre 1940 nach Großbritannien zu fliehen, wo er als Nachrichtensprecher und Kommentator für den niederländischen Teil der BBC arbeitete. Nach dem Krieg arbeitete er 1945 als Korrespondent für die BBC und The Times in Asien, darunter in Niederländisch-Ostindien. Mit einem großen Umweg über China, Japan und den USA kehrte er nach Großbritannien zurück, lebte dort bis 1956 und hat seitdem fast ununterbrochen in den Niederlanden gelebt.
Nach dem Tod seiner ersten Frau heiratete er 1968 Anna Cornelia Bleeker.
Johan Fabricius und sein Vater Jan sind auf dem Friedhof in Noordlaren, einem Ortsteil der Gemeinde Haren begraben.

## Werke (Auswahl)
- Eiko van den Reigerhof (1922) (dt.: Eiko, der Junge vom Reiherhof)
- De scheepsjongens van Bontekoe (1924) (dt.: Kapitän Bontekoes Schiffsjungen), 2007 verfilmt
- Het meisje met de blauwe hoed (1927) (dt.: Das Mädchen mit dem blauen Hut), 1934 & 1972 verfilmt
- Komedianten trokken voorbij (1931)
- De oorlog van de kleine paardjes (1975)

## Filmografie
- 1934: Het meisje met de blauwe hoed
- 1956: Douglas Fairbanks, Jr., Presents; Folge: Ship Day (Fernsehserie)
- 1972: Het meisje met de blauwe hoed (7-teilige Fernsehserie)
- 2007: Die Abenteuer von Kapitän Bontekoes Schiffsjungen – Der Fluch der Gezeiten

## Hörspielbearbeitung
- 1958: Kapitän Bontekoes Schiffsjungen (5 Folgen) – Bearbeitung (Wort): Werner Walter, Regie: Ursula Horwitz (Kinderhörspiel – RIAS Berlin)[1]

## Auszeichnungen
- 1932: C.W. van der Hoogtprijs für Komedianten trokken voorbij
- 1957: Kogge-Ehrenring[2]